# 소피 뢰데

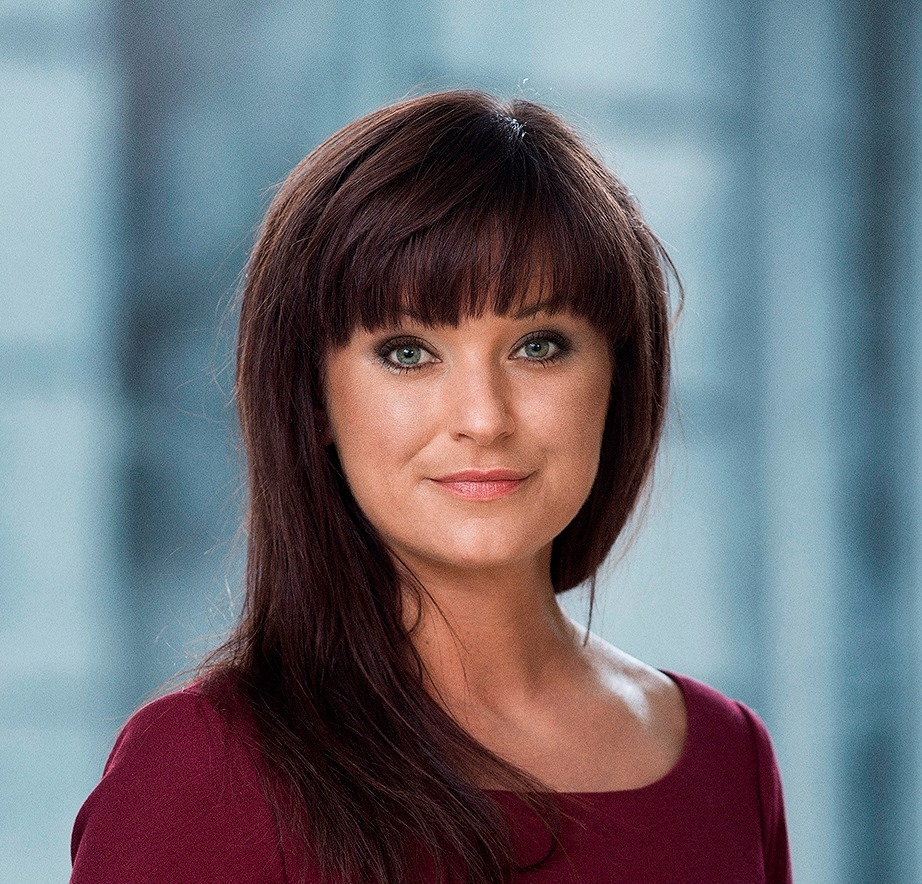
소피 뢰데

소피 뢰데(덴마크어: Sophie Løhde, 1980년 9월 11일 ~ )는 덴마크의 정치인이다. 소속 정당은 좌파당이다.
2007년에 덴마크 의회 의원으로 선출되었으며 2015년 6월 28일부터 2016년 11월 28일까지 덴마크 보건부 장관을 역임했다. 2016년 11월 28일부터 현재까지 덴마크 공공혁신부 장관을 역임하고 있다.